# تپه دیونه
تپه دیونه مربوط به سده‌های اولیه دوران‌های تاریخی پس از اسلام است و در شهرستان بیجار، بخش مرکز ی، دهستان خورخوره، ۱ کیلومتری جنوب روستای گنبدی، ۱ کیلومتری شمال غربی امامزاده صاحبه خاتون واقع شده و این اثر در تاریخ ۲۷ بهمن ۱۳۸۷ با شمارهٔ ثبت ۲۴۷۹۲ به‌عنوان یکی از آثار ملی ایران به ثبت رسیده است.